# Journal d'un tueur sentimental
 (janvier 2022).
Si vous disposez d'ouvrages ou d'articles de référence ou si vous connaissez des sites web de qualité traitant du thème abordé ici, merci de compléter l'article en donnant les références utiles à sa vérifiabilité et en les liant à la section « Notes et références ».
Journal d'un tueur sentimental (en espagnol : Diario de un killer sentimental) est un roman de Luis Sepúlveda publié pour la première fois en 1996.

## Résumé
Un tueur à gage, avec une longue carrière, a été contacté à Madrid par son employeur pour une nouvelle mission. Mais, ce jour-là, sa petite-amie française le quitte après trois ans de relation ensemble. Elle est tombée amoureuse d'un autre, à Mexico, où elle a été envoyée par son fiancé pour qu'elle se tienne loin le temps d'un autre homicide.
Peut-être, à cause de son tourment sentimental, le tueur à gage s'est intéressé plus qu'il ne le devait à la personne qu'il devait éliminer : Víctor Mujica. Il se trouve à la conférence de plusieurs ONG à Istanbul. Le tueur à gage le traque mais il commet l'erreur d'attaquer un agent américain en civil dans l'hôtel de Mujica. Il risque ensuite sa vie dans le bazar de la ville turque, où deux Turques ont tenté de le tuer. Les deux sont cependant assassinés par le tueur dans un but précis : que Mujica découvre ainsi qu'il est prévu qu'il soit tué à son tour. L'affaire révélée au grand jour, le tueur a été forcé à se mettre en retrait.
« L'homme des missions » le retrouve à Paris et le salue une dernière fois en lui disant de terminer la mission et de se retirer ensuite. De plus, il lui explique que l'homme qu'il doit tuer est un trafiquant de drogue qui a dérangé le marché américain. Le tueur part pour Mexico et après avoir attendu une journée entière au siège de l'organisation de Mujica, il entre et le retrouve en compagnie de son ex-petite amie.
L'amour qu'il lui porte prend le pas sur le professionnalisme : le tueur les tue tous les deux et fait exploser l'immeuble avec une fuite de gaz.

## Critique
Il s'agit d'un roman court, écrit avec un style rapide, sec et minimaliste. La critique[Qui ?] en a relevé le caractère de breveté, « fulminant » et l'a comparé avec Un nome da torero, un autre roman de l'auteur chilien. D'autres[Qui ?] ont jugé le roman comme « prévisible ».

## Adaptation au théâtre
Le texte a été mis en scène par Gianpiero Borgia et Daniele Nuccetelli au Fringe Festival d'Edimbourg en 2010 et au Festival de Prague à partir du 27 mai 2011. Le spectacle a été produit par la compagnie théâtrale des Pouilles au théâtre de Borgia.
Il a aussi été adapté et mis en scène par Nicolas Swysen et joué par Gilles Poncelet en février 2012, à la Comédie de Liège.

## Traductions
- Luis Sepúlveda, Diario di un killer sentimentale, traduction italienne de Ilide Carmignani, Guanda, 1998, pp. 73, cap. 6,  (ISBN 88-7746-985-4)[2].
- Publié en français sous le titre Journal d'un tueur sentimental, traduit par Jeanne Peyras, Paris, Métailié, coll. « Suites : suite hispano-américaine » no 8, 1998  (ISBN 2-86424-262-1)[3])
- Journal d’un tueur sentimental et autres histoires, traduit par Jeanne Peyras, Paris, Seuil, 2002[4]